# Markus Kahma
Markus Kahma (Markus Jaakko Kahma; * 16. Oktober 1932 in Alavieska) ist ein ehemaliger finnischer Zehnkämpfer.
Bei den Europameisterschaften 1958 in Stockholm wurde er Vierter, bei den Olympischen Spielen 1960 in Rom Siebter und bei den Europameisterschaften 1962 in Belgrad Neunter.
Fünfmal wurde er Finnischer Meister (1957–1960, 1964). Seine persönliche Bestleistung von 7254 Punkten stellte er am 28. August 1961 in Helsinki auf.
Sein jüngerer Bruder Pentti Kahma war als Diskuswerfer erfolgreich.